# Toby Hendy
Toby Hendy (11 de julio de 1995) es una comunicadora de la ciencia y youtuber neozelandesa que se enfoca en contenido educativo relacionado con la física, las matemáticas y la astronomía.

## Temprana edad y educación

### Escuela
Hendy asistió al Katikati College en Bay of Plenty, Nueva Zelanda. En 2011, la Sociedad Real de Nueva Zelanda la seleccionó como una de las dos delegadas nacionales para asistir al Campamento Espacial Internacional de EE. UU. en Huntsville AL. En 2012 ganó el primer lugar en la categoría de escuela secundaria de los premios NZ Eureka Awards for Science Communication.

### Universidad
Hendy obtuvo una Licenciatura en Ciencias, con especialización en Física y Matemáticas, en la Universidad de Canterbury. Recibió una Beca de Astronomía Aurora que le permitió realizar un viaje al extranjero al Laboratorio de Propulsión a Chorro de la NASA, Caltech, el Observatorio Carnegie, UCLA, el Observatorio Macdonald de Texas, la Universidad de Columbia Británica, el Observatorio NRC Victoria y CHFT Hawaii.
Hendy pasó a hacer su año de honores en la Universidad Nacional de Australia en Canberra. En 2017, Hendy comenzó un doctorado en ANU centrado en el uso de nanoindentación para examinar la respuesta mecánica de las células vegetales a la presión aplicada. Recibió una beca de Westpac Future Leader. Durante su tiempo como estudiante de doctorado, obtuvo el segundo lugar en la final nacional australiana de la competencia de comunicación científica FameLab por su presentación 'Poking Plants'. En 2018, Hendy abandonó sus estudios de doctorado para dedicarse a YouTube a tiempo completo.

## Carrera profesional
Hendy ha estado subiendo videos a YouTube desde la escuela secundaria. En agosto de 2020, Hendy anunció que está trabajando en un cortometraje matemático en stop-motion, 'Finding X', con el apoyo de la iniciativa Screen Australia Skip Ahead. Fue lanzado el 25 de enero de 2022.

## Premios
- Beca Skip Ahead de Screen Australia 2020[8]
- Subcampeón de FameLab Australia 2018[6]
- Beca del futuro líder de Westpac 2017[5]
- Premio Haydon 2015 al mejor estudiante de física graduada
- Beca de astronomía UC Aurora 2013[3]
- Premios Eureka de Nueva Zelanda 2012 a la comunicación científica[2]